# British Empire Exhibition
Pour les articles homonymes, voir Empire Exhibition.
La British Empire Exhibition (littéralement, Exposition impériale britannique) est une exposition coloniale britannique tenue dans le Wembley Stadium à Wembley dans le Middlesex, en Angleterre, en 1924 et 1925,,,.

## Contexte

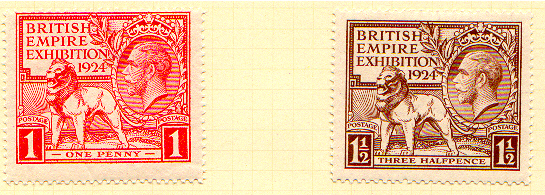
Timbres commémoratifs de la British Empire Exhibition.

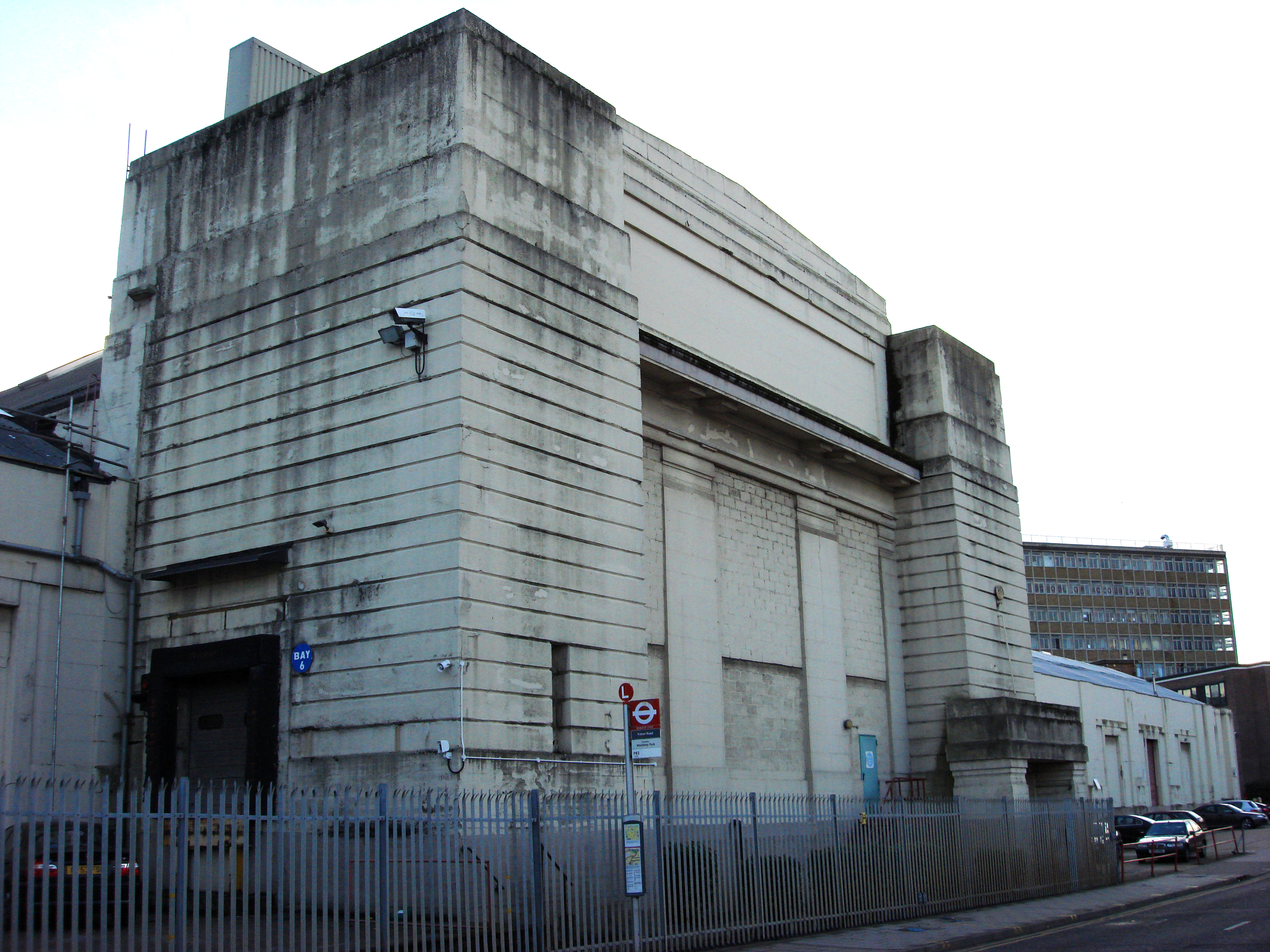
Le Palais de l'Industrie fut réemployé comme entrepôt jusqu'à sa démolition partielle en 2006.

En 1920 le gouvernement britannique décida d'organiser une exposition célébrant la gloire de l'Empire dans le parc de Wembley, à l'emplacement des jardins d'agrément plantés par Edward Watkin dans les années 1890. Une telle manifestation avait déjà été envisagée en 1902 par la British Empire League, et derechef en 1913, mais la guerre russo-japonaise puis la Grande guerre avaient différé ces projets, encore qu'on eût organisé un Festival of Empire en 1911, aménagé en partie à Crystal Palace,.
L'une des raisons était le sentiment croissant que d’autres puissances concurrençaient la Grande-Bretagne à l'échelle mondiale. Malgré sa victoire au terme de la Grande guerre, la situation semblait s'aggraver depuis 1919, car le pays traversait une grave crise d'endettement, et sa suprématie navale était remise en cause par deux de ses anciens alliés, les États-Unis et le Japon. En 1917, la Grande-Bretagne s'était finalement engagée à se retirer des Indes, ce qui aurait sonné le glas de l'Empire Britannique eu égard aux conséquences, tandis que les autres dominions manifestaient peu d'enthousiasme pour la politique étrangère britannique depuis la guerre. On espérait que l'exposition resserrerait les liens des nations de l'Empire, qu'elle stimulerait le commerce tout en manifestant la grandeur du Commonwealth, et réveillerait la ferveur de sujets de plus en plus attirés par le modernisme et les séductions du cinéma,,.
Le Conseil de District de Wembley s'opposait à ce choix, de même que le journal The Times, qui considérait que Wembley était trop éloigné du centre de Londres,,. Cela peut paraître ridicule, d'autant que le métro de Londres était déjà électrifié, mais il faut se souvenir que la dernière foire internationale, l'Exposition franco-britannique de 1908, s'était tenue à White City, beaucoup plus près du centre de l'agglomération.
Afin de lever les fonds et de s'assurer la collaboration d'un certain nombre d'exposants des autres nations de l'Empire britannique, on organisa d'abord une tournée mondiale de 10 mois, menée par le commandant Ernest Belcher en 1922 : y participaient l'écrivain Agatha Christie et son mari.
La British Empire Exhibition devait se tenir de 1924 à 1925 et donner au faubourg de Wembley un rayonnement national. En 1919, le prince de Galles (le futur Édouard VIII) avait accepté de présider le comité d’organisation de l'Exposition de Wembley Park, tout en laissant à son frère, le futur roi George VI, l'honneur de présider la cérémonie de clôture. Mais il désirait surtout que l'exposition donne l'occasion d'édifier sur le parc de Wembley « un grand terrain de sport pour le pays », et il n'insista pas modérément pour la création du Stade de Wembley en 1923.

## Les grands travaux

### La construction d'«Empire Stadium»
Il fallait aménager un espace suffisant pour la grande exposition : ce fut « Empire Stadium », rebaptisé plus tard stade de Wembley .
Les terrassements, correspondant à des mouvements de 250 000 t de terre, commencèrent par la démolition de la vieille tour, le 10 janvier 1922. La nouvelle structure, conçue par les ingénieurs John W. Simpson et Maxwell Ayrton, fut construite en l’espace de 10 mois par la Sté McAlpine. Elle pouvait recevoir 125 000 personnes, dont 30 000 assises dans les tribunes. C'était un curieux mélange d’architecture romaine d’époque impériale et d’architecture moghole.
Malgré la présence d’un terrain de football, elle n'était pas exclusivement destinée aux matches. Sa piste d’un quart de mile, avec une ligne droite de 220 yards (alors la plus longue du pays) fut une nouveauté pour l’époque,,,,.
Une des locomotives ayant servi à approvisionner le chantier en matériaux a été conservée et fonctionne toujours :elle a été installée par le baron William McAlpine dans le parc de Fawley Hill à Henley.

### Une station de métro exprès
On reconstruisit la gare de Wembley Park exprès en vue de l'organisation de la British Empire Exhibition : elle fut rebaptisée Exhibition Station (Wembley), et desservie par une antenne la reliant à la station de Marylebone. La gare d'Exhibition Station fut inaugurée le 28 avril 1923, pour la première finale de la Coupe d'Angleterre de football. Renommé ultérieurement Wembley Exhibition, puis simplement Wembley Stadium en février 1928, elle ne servait réellement qu'à acheminer les spectateurs au stade ; la desserte fut interrompue en mai 1968, et la station a été définitivement désaffectée le 1er septembre 1969.

### Le projet et le chantier
Cette exposition stimula la créativité architecturale, dans la mesure où, par son concept même, elle invitait à construire les bâtiments les plus exotiques : elle constitua de ce fait pour les artistes un vaste champ d’expérimentation. Le pavillon indien était doté de tours et de plusieurs dômes ; le pavillon d'Afrique de l'ouest rappelait un fort arabe ; le pavillon birman avait la forme d'un temple et le hall de l'Afrique du Sud était de style néerlandais. Pour comprimer les délais de chantier, on décida de construire les pavillons de l'exposition en béton armé, matériau retenu pour sa rapidité de mise en œuvre. Wembley Park devint ainsi le premier exemple de « cité-béton » au monde. Comme le stade, les pavillons étrangers durent conçus par John William Simpson et Maxwell Ayrton, assistés par l'ingénieur Owen Williams : tous trois possédaient déjà une grande expérience du béton armé.
On employa près de 2 000 ouvriers à la construction des halls de l'exposition en 1923-24.
Hormis le stade et les principaux pavillons, il y avait quatre grandes structures : le palais de l'Ingénierie, le palais de l'Industrie, le palais des Beaux-Arts, et le palais du Gouvernement de Sa Majesté. Tous étaient de style impérial antique, conformément à leur vocation symbolique. En leur temps, les deux premiers (Ingénierie et Industrie) furent les plus grandes constructions en béton armé au monde.
On demanda à Rudyard Kipling de baptiser les allées de l'exposition.
Le stade était desservi par la première gare routière de Grande-Bretagne, capable d'accueillir 100 000 passagers par jour.

## Les différents salons

### La cérémonie d'ouverture
La British Empire Exhibition fut officiellement inaugurée par le roi George V le 23 avril 1924 - le jour de la Saint-George. La cérémonie d'ouverture fut diffusée sur les radios, ce qui était une première pour un monarque britannique. Le roi lui-même envoya un télégramme qui fit le tour du monde en seulement une minute 20 secondes, laps de temps au bout duquel un commis lui en remit une retranscription.

### Les pavillons internationaux

Un drapeau distribué en souvenir.

Presque toutes les nations de l'Empire britannique (56 sur 58) étaient représentées au parc de Wembley, mais par nature, les attractions flattaient les goûts du grand public de métropole. Les régions non-représentées étaient la Gambie, le territoire de Gibraltar et l'État libre d'Irlande,.
L'ambition affichée de la manifestation était de « stimuler le commerce, resserrer les liens qui unissent la mère-patrie à ses sœurs et filles, de rapprocher les sujets de la Couronne, de permettre à tous ceux qui font allégeance au drapeau britannique de se retrouver en un même lieu et d'apprendre à se connaître. »
Cette exposition, qui attira le public le plus nombreux jusque-là (27 millions visiteurs) coûta 12 millions de sterlings.
Le tarif d'entrée était de 1 shilling 6 dimes (7½ pence) pour les adultes et 9 dimes (3¾pence) pour les enfants
Le Palais de l’Ingénierie (rebaptisé l'année suivante 1925 « Palais de l'Immobilier & des Transports ») était le plus grand bâtiment du parc. Il abritait une grue d'une capacité de 25 tonnes (qui avait servi à installer diverses machines exposées) et présentait des stands sur le machinisme, la construction navale, la production d'électricité, les véhicules à moteur, les chemins de fer, la métallurgie, la télégraphie et la radiophonie sans fil. L'édition de 1925 mit moins l'accent sur l'industrie, au profit de l’immobilier et de l'aviation. Le Palais de l'Industrie était sensiblement plus petit : on pouvait y voir des produits de l'industrie chimique, des échantillons de charbon, de métaux, des médicaments, des machines à tisser, du tabac, des gramophones, des gazogènes et le principe de la fabrication des explosifs.
Chaque colonie se voyait assigner son propre pavillon, dont l'architecture était censée refléter la culture locale. Le pavillon du Canada présentait des collections de minéraux, du matériel agricole et forestier, une description de l'industrie papetière, des installations hydroélectriques. On y vantait le Canada en tant que destination touristique et, dans la salle consacrée à l'industrie laitière, l'effigie à l'échelle 1 du Prince de Galles, le futur Édouard VIII, sculpté dans une motte de beurre et conservée dans une armoire réfrigérée. Ce pavillon était  flanqué de deux autres pavillons plus petits, tenu par les deux sociétés de chemin de fer canadiennes : la Canadian National Railway et la Canadian Pacific Railway. Terre-Neuve, qui ne sera rattachée au Canada qu'en 1949, possédait son propre pavillon à côté du Palais du Gouvernement de Sa Majesté ; quant au pavillon australien, il présentait une pelote de laine géante de 5 m de diamètre.
Le pavillon que se partageaient les Antilles et le Guyana, au sud du Palais du Gouvernement, était encore plus modeste, mais chaque île possédait son propre stand, tout comme les Îles Malouines.
Le Palais des Beaux-Arts, spécialement ignifugé, présentait des pièces aménagées avec du mobilier de différentes époques, ainsi que des tableaux et des sculptures des XVIIIe et XIXe siècles. Il y avait là la maison de poupées de la Reine, aujourd'hui conservée au château de Windsor, où le détail est si poussé qu'on peut y voir des bouteilles de bière miniatures de marque Bass.
Les stands, qu'ils soient à l'intérieur d'un pavillon ou à l'extérieur, étaient organisés par diverses firmes de l'Empire britannique, et vantaient les placements outre-mer : ainsi le « Palais de l'Esthétique » des savonnettes Pear's (cf. infra). Comme c'était aussi la première grande foire en Angleterre depuis l'armistice, plusieurs firmes mettaient en vente des souvenirs de la fin de la Grande guerre,.
Les commissaires de l'exposition chargèrent le Royal Colonial Institute de s'occuper du catalogue de la manifestation, ce qui donna lieu à l'édition d'une encyclopédie en douze volumes, The British Empire: A survey (Londres, 1924), dont le rédacteur en chef fut Hugh Gunn.

### Progrès des chemins de fer
Plusieurs compagnies de chemin de fer tenaient un stand pour montrer leurs dernières locomotives ou voitures. Dans le Palace of Engineering on pouvait admirer la fameuse LNER no. 4472 Flying Scotsman; s'y ajouta en 1925 la locomotive GWR 4079 Pendennis Castle et d'autres locomotives comme la Southern Railway de class N, qui ne sera mise en service que le 28 novembre 1925. L'exposition de 1924 comportait une Ten wheel « Prince de Galles » de la London and North Western Railway (LNWR), construite uniquement pour l'exposition par le fabricant écossais William Beardmore & Co. Beardmore avait déjà construit de telles locomotives pour la LNWR, compagnie absorbée en 1923 par London, Midland and Scottish Railway (LMS); à la clôture de la saison 1924, la Midland and Scottish Railway racheta la locomotive à Beardmore,. On pouvait aussi admirer une locomotive Baltic Tank 4-6-4T de la Lancashire and Yorkshire Railway, number 11114, assemblée à Horwich et qui fut photographiée pour les cartes postales. En 1924, le métro londonien exposa l'une de ses voitures 1re classe les plus modernes (1923) destinées à la Circle line. En 1925, dans le Palace of Housing and Transport, le métro de Londres exposa la motrice électrique n°15, fabriquée par Vickers Locomotives (1922) : les portes et la carrosserie avaient été déposées sur une moitié du véhicule pour permettre au public d'en voir l'intérieur. Quelques années plus tard, ce modèle sera rebaptisé Wembley 1924 en souvenir de l'exposition,.

### LePalace of Beautydes savonsPear's
Il y avait un grand nombre de kiosques, financés par des journaux, des fabricants de cigarettes etc. Tous avaient été conçus par l'architecte Joseph Emberton et son bureau.
L'un des plus grands kiosques était celui des savons Pear’s : le Pears’ Palace of Beauty, où l'on distribuait des savonnettes de formes variées. C'était un édifice blanc avec deux escaliers tournants latéraux menant à une vitrine couverte d'un dôme soutenu par des colonnes. Dans chacun des dix compartiments de ce kiosque, clos par une vitrine insonorisée, une actrice ou un mannequin était habillée et entourée d'un mobilier historique évoquant dix beautés du passé : Hélène de Troie, Cléopâtre, Shéhérazade, la Béatrice de Dante, Élisabeth Woodville, Marie Stuart, Nell Gwyn, Madame de Pompadour, l'actrice Sarah Siddons et Miss 1924. Venaient s'y ajouter deux emblèmes de la marque : « Bubbles » et « The Spirit of Purity,. »
Ce Palais de l'Esthétique, dont l'entrée était payante, restait ouvert 13 heures par jour, ce qui obligeait à faire intervenir deux actrices ou mannequins en représentation 6 heures de suite chacune pour chaque personnage historique ; 14 de ces femmes furent photographiées pour les cartes postales de l'exposition. Près de 750 000 personnes s'y rendirent,.

## Manifestations

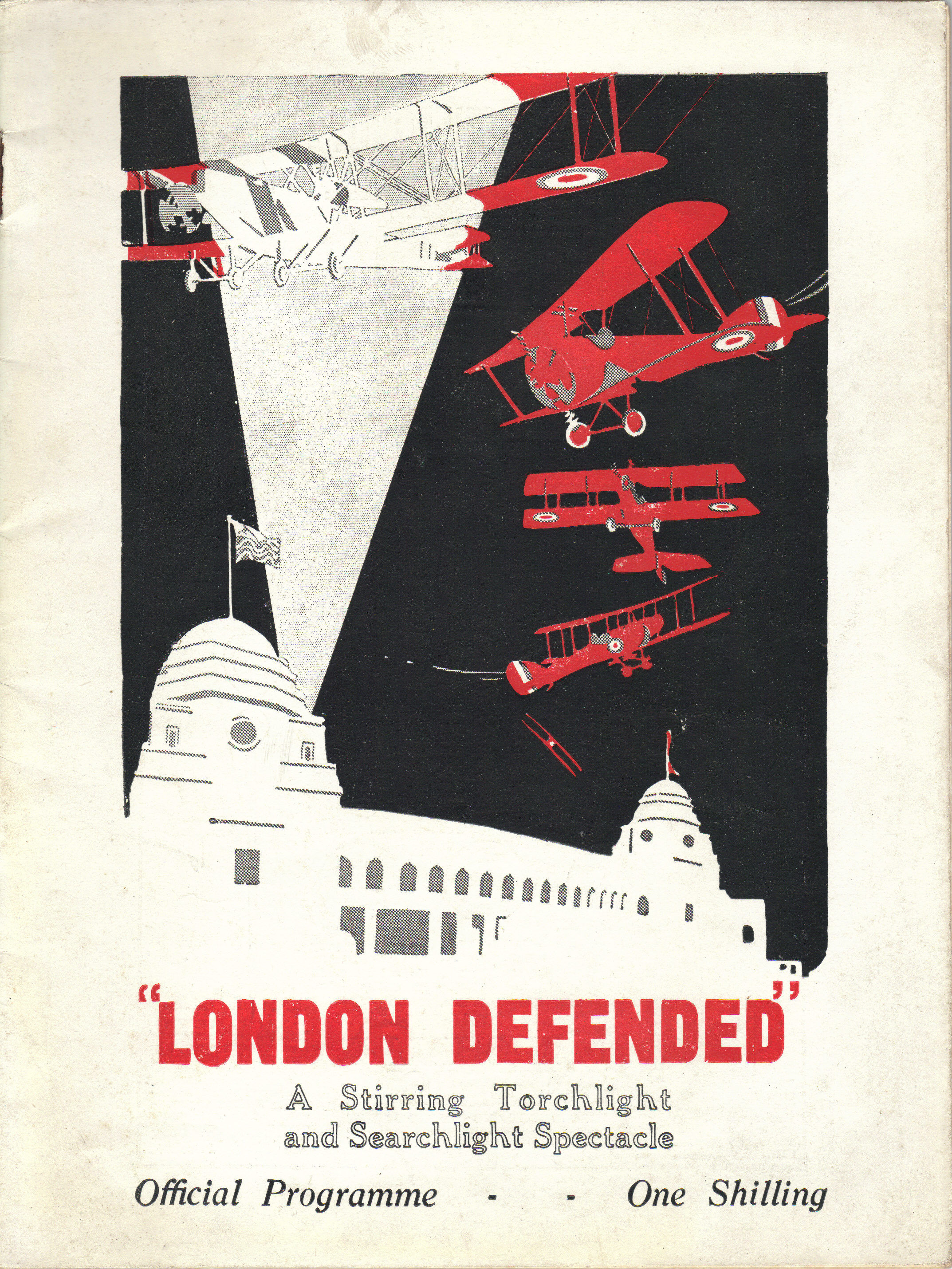
Poster mettant en vedette l'un des programmes officiels de la British Empire Exhibition.

Le stade accueillit presque quotidiennement des manifestations de masse et des chorales, des reconstitutions historiques et militaires, une fanfare écossaise (tattoo), des feux d'artifice, le plus grand congrès (jamboree) de boy-scouts jamais organisé, le premier match de rugby de Wembley, une simulation d'attaque aérienne sur Londres (London Defended, cf. infra) ainsi qu'un authentique rodéo qui suscita l'émotion des ligues de protection animale. Le clou de l'exposition aura été la « Revue de l'Empire » (Pageant of Empire) organisée par Frank Lascelles en Monsieur Loyal : elle fit participer des milliers d'acteurs et se tint dans l'Empire Stadium à partir du 21 juillet 1924. Le nouveau maître des concerts royaux, Sir Edward Elgar, composa à cette occasion son Empire March, et mit en musique une série de chansons écrites par Alfred Noyes.
Du 9 mai au 1er juin 1925, l'escadron n°32 de la RAF donnait six jours sur sept un ballet aérien sur le thème de la défense aérienne de Londres (London Defended). Reprenant un spectacle donné l'année précédente, des avions (des Sopwith Snipes) en rouge et équipés de lampes sous les ailes et le long du fuselage survolaient le stade Wembley en tirant des munitions à blanc et en jetant des pétards pour simuler des tirs de canon. L'un des pilotes n'était autre que C. W. A. Scott, qui par la suite battra à trois reprises le record du vol Angleterre-Australie, et remportera la course aérienne Londres-Melbourne 1934 avec Tom Campbell Black pour copilote, en 1934.

## Retombées commerciales
Malgré l'enthousiasme qu'elle a déchaîné (plus de 18 000 000 de visiteurs au cours de l'année 1924), l'exposition fut un fiasco financier. Afin de limiter la casse, les organisateurs prirent tardivement la décision d'ouvrir à nouveau les pavillons, avec quelques modifications, en 1925, mais le succès ne fut plus au rendez-vous et il fallut fermer définitivement le 31 octobre 1925, avec près de 27 000 000 de visiteurs en deux ans. Le déficit final se montait à 6 000 000 £. Variety proclama que c'était le plus grand échec international des autorités, qui coûtait au gouvernement britannique 90 millions de dollars (plus de 20 millions de £ selon les taux de change de l'époque).
Les deux attractions les plus populaires furent les auto tamponneuses américaines et la reproduction du tombeau de Toutânkhamon. Elles étaient présentées  dans un champ de foire voisin, la tombe parce que l’Égypte n'était alors ni une colonie, ni un dominion britannique. P.G. Wodehouse fait allusion au dédain du public en faisant préférer à l'un de ses personnages, Bertie Wooster, les cocktails du Planters Bar aux shows didactiques ou impérialistes,,.

## Influence sur le développement de Wembley
La British Empire Exhibition stimula l'expansion de la banlieue de Londres dans ce secteur, car un nouveau collecteur d'égout avait été posé pour l'exposition, et plusieurs rues desservant ce faubourg avaient été rectifiées et élargies, avec une signalisation actualisée. En outre, de nouvelles lignes de bus avaient été ouvertes. Le public londonien découvrit le faubourg de Wembley, et les promoteurs immobiliers se chargèrent d'aménager des lotissements. Réciproquement, bien que l'exposition ait favorisé la croissance de Wembley en tant que banlieue typique de l'Entre-deux-guerres, le maintien en service du stade permit de conserver à ce faubourg un attrait pour le reste des Londoniens,.
La plupart des halls d'exposition n'étaient que temporaires et auraient dû être démolis à la fin de la manifestation mais, en partie à cause des coûts de démolition de structures en béton si massives, le Palais de l'Ingénierie et le hall du gouvernement britannique ont été conservés jusque dans les années 1970, le Palais de l'Industrie et le département d'art sacré du pavillon des beaux-arts n'étant même démolis que depuis les années 2010. Sur proposition du président de la commission de l'exposition, l’Écossais James Stevenson, et grâce à l'intervention d'Arthur Elvin, qu'on avait chargé de déblayer le site, l’Empire Stadium fut préservé : c'est le stade de Wembley, foyer du football en Angleterre jusqu'en 2003, date à laquelle il a été reconstruit entièrement.